# Barbara Nowacka
Barbara Nowacka (* 10. května 1975 Varšava) je polská politička a feministická aktivistka, profesí informatička. V letech 2015–2017 působila jako spolupředsedkyně strany Tvoje hnutí. Od roku 2016 je předsedkyní hnutí Iniciativa Polsko. Od roku 2019 je poslankyní Sejmu v jeho devátém a desátém volebním období. V roce 2023 byla jmenována ministryní školství ve třetí vládě Donalda Tuska.

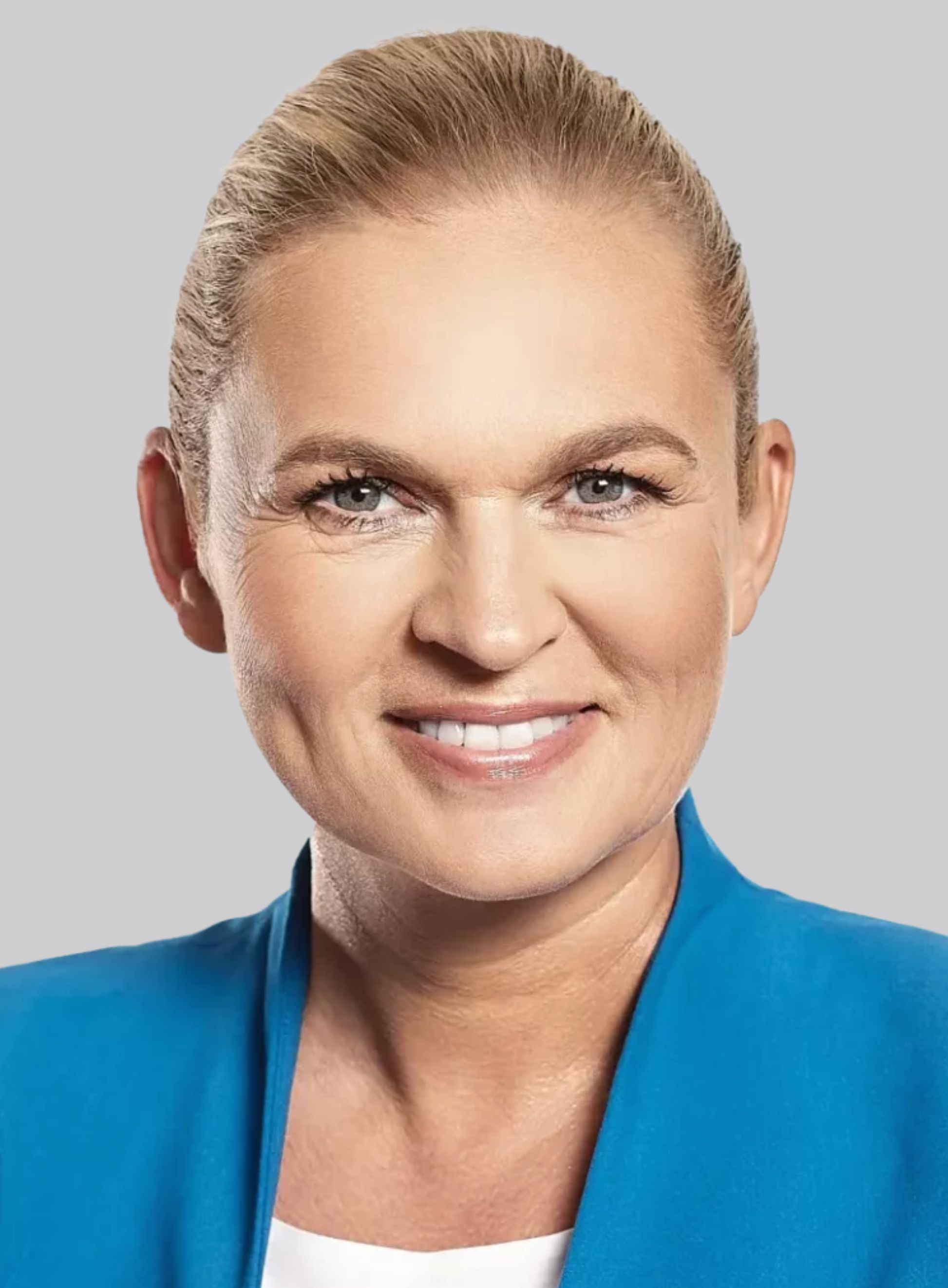
Barbara Nowacka v roce 2023

## Politický život
Od roku 1993 působila na lince důvěry provozované Federací pro ženy a plánované rodičovství. Od roku 1997 byla členkou a od roku 2000 místopředsedkyní mládežnické organizace Unie práce (Federace mladých UP). V letech 2001–2005 byla členkou samotné Unie práce. Ve volbách do místních samospráv v roce 1998 neúspěšně kandidovala do rady městské části Varšava-Centrum na kandidátce koalice Společenská aliance.
V roce 2005 spoluzaložila hnutí Mladí socialisté. Zároveň zasedla v celostátní radě strany Unie levice III. RP, kterou založila její matka. Z této strany vystoupila v roce 2006. Po úmrtí matky v roce 2010 spoluzaložila Nadaci Izabely Jarugy-Nowacké a stala se její místopředsedkyní.
Ve volbách do Evropského parlamentu v květnu 2014 kandidovala neúspěšně jako lídryně kandidátky Evropy Plus v lublinském volebním obvodu, kde získala 10 290 hlasů. V červenci téhož roku se postavila do čela think-tanku strany Tvůj Ruch s názvem „Plán změn“ a v listopadu do této strany oficiálně vstoupila. Od června 2015 vedla tým, který připravoval vytvoření volebního výboru levicových uskupení pro parlamentní volby. Ve stejném měsíci se stala spolupředsedkyní Tvojího Hnutí, když po změně stanov strany vytvořila paritní vedení společně s Januszem Palikotem.
Ve volbách do Sejmu v roce 2015 byla lídryní volební koalice Sjednocená levice ve varšavském volebním obvodu. Získala 75 813 hlasů, avšak mandát poslankyně nezískala, neboť koalice nepřekročila volební práh. V únoru 2016 se podílela na založení sdružení Iniciativa Polsko, jehož se stala předsedkyní.
V září 2018 se spolu se svým sdružením připojila ke Koalici občanské. V červnu 2019 byla Iniciativa Polsko zaregistrována jako politická strana, v jejímž čele stanula Barbara Nowacka jako předsedkyně. Ve volbách do Sejmu v roce 2019 vedla kandidátku Koalice občanské v gdyňském obvodu. Získala poslanecký mandát v IX. volebním období díky 88 833 hlasům. Dosáhla tehdy nejlepšího individuálního výsledku v obvodu, když o více než 2,5 tisíce hlasů předčila Marcina Horału, kandidáta PiS z prvního místa kandidátky.
Ve volbách v roce 2023 svůj mandát úspěšně obhájila se ziskem 139 524 hlasů, čímž opět dosáhla nejlepšího individuálního výsledku v gdyňském obvodu.
Dne 12. prosince 2023 ji Sejm X. volebního období zvolil ministryní školství ve třetí vládě Donalda Tuska. Následujícího dne byla do této funkce jmenována prezidentem Polské republiky Andrzejem Dudou. V lednu 2024 byla prezidentem jmenována také členkou Rady pro sociální dialog.